# 1883
1883 (MDCCCLXXXIII) fue un año común comenzado en lunes según el calendario gregoriano.

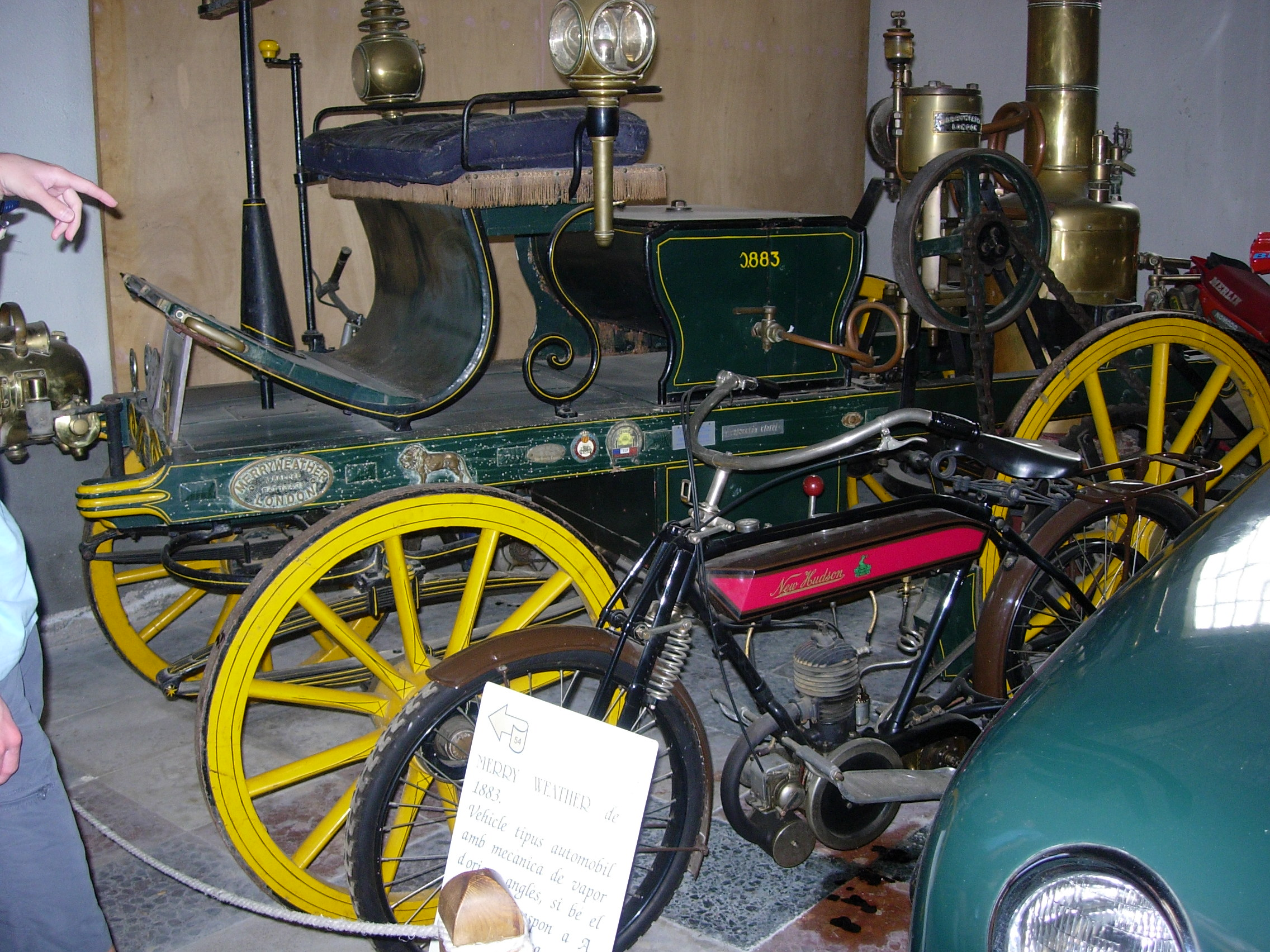
Vehículo de 1883

## Acontecimientos

### Enero
- 10 de enero: en Milwaukee (Estados Unidos) se incendia el hotel Newhall: mueren 73 personas.

10 de enero: en Quito la general veintimillista Marietta de Veintemilla entrega la ciudad a los generales José María Sarasti y Francisco Javier Salazar.

### Mayo
- 24 de mayo: en la ciudad de Nueva York (Estados Unidos) se inaugura el puente de Brooklyn tras 13 años de construcción.

### Julio
- 9 de julio: en Guayaquil el caudillo Ignacio de Veintimilla es derrotado por las fuerzas de Eloy Alfaro dando fin a la Guerra civil ecuatoriana de 1882-1883
- 26 de julio: en Caracas (Venezuela) se crea la Academia Venezolana de la Lengua.
- 28 de julio: Un terremoto de 5,5 sacude el Golfo de Nápoles dejando 3.100 muertos.

### Agosto
- 12 de agosto: muere la última especie de quagga, extinguiéndose esta especie animal definitivamente.
- 14 de agosto, un leve sismo de magnitud 4 hace temblar la pequeña ciudad catalana de Valls (Tarragona).
- 27 de agosto: en Indonesia sucede el cuarto y más violento día de erupción del volcán Krakatoa. Se registran cuatro explosiones (a las 5:30, 6:42, 8:20 y 10:02 hora local). La última hace volar toda la isla. La ceniza alcanzó los 80 km de altitud. La explosión se considera el ruido más fuerte de la Historia de la humanidad: se oyó hasta en Perth (Australia, a 3500 km) y en la isla Mauricio (a 4800 km). La onda expansiva se registró en barómetros en todo el mundo durante 5 días después de la explosión. Según las autoridades neerlandesas dejó un saldo de 36 417 víctimas fatales.

### Octubre
- 9 de octubre: en El Salvador se funda el primer Museo Nacional en la historia de ese país centroamericano.
- 15 de octubre: en la ciudad turca de Çeşme se registra un fuerte terremoto de 6,8 que deja 120 muertos.
- 20 de octubre: en el Tratado de Ancón, Perú cede a Chile provisionalmente las provincias de Tacna y Arica y a perpetuidad Tarapacá.

### Noviembre
- 11 de noviembre: Finaliza la Expedición científica francesa al Cabo de Hornos.
- 14 de noviembre: en Santiago de Chile se funda la Biblioteca del Congreso Nacional.

### Fechas desconocidas
- En Bengala (India) se funda la Indian National Conference.
- Se funda la Sociedad Fabiana.
- En Madagascar sucede la invasión francesa.
- En Estados Unidos se registra la marca Coca-Cola.

## Arte y literatura
- Vincent van Gogh pinta Campesinas.
- Armando Palacio Valdés (escritor español, 1853-1938): El idilio de un enfermo.
- Walt Whitman (poeta estadounidense, 1819-1892): Días ejemplares.
- Robert L. Stevenson publica el libro La isla del tesoro.
- Carlos de Haes: Barco naufragado.
- Friedrich Nietzsche: Así habló Zaratustra.
- Carlo Collodi: "Le avventure di Pinocchio"

## Música
- En Nueva York (Estados Unidos) se inaugura el Metropolitan Opera House.
- En Córdoba (España), Eduardo Lucena Vallejo compone la marcha fúnebre Un recuerdo.
- El poeta polaco Wacław Święcicki compone La varsoviana, que fue traducida al español como A las barricadas.

## Ciencia y tecnología
- Robert Koch (científico alemán) descubre las bacterias que causan la tuberculosis y el cólera.
- Pierre Curie: Enunciado del principio de simetría.
- Georg Cantor pone los fundamentos de la teoría de los conjuntos matemáticos.
- Ernst Mach: La mecánica en su desarrollo.
- Friedrich Nietzsche: La gaya ciencia.
- John J. Montgomery: primer vuelo controlado con una máquina más pesada que el aire.
- En Madrid (España) se realiza la Exposición Nacional de Minería.
- Rafael Rincones inventa la pinza de Rincones, que permite extraer piezas perdidas en pozos petroleros.
- Stejneger describe por primera vez el berardio de Baird (Berardius bairdii).
- Natterer describe por primera vez el manatí del Amazonas (Trichechus inunguis).

## Deportes
- El Clapham Rovers gana la FA Cup británica.

## Nacimientos

### Enero
- 3 de enero: Clement Attlee, político británico (f. 1967).
- 6 de enero: Khalil Gibrán, poeta, pintor, novelista y ensayista libanés (f. 1931).
- 10 de enero: 
  - Alekséi Nikoláyevich Tolstói, escritor ruso (f. 1945).
  - Hubert Latham, piloto francés (f.1912)
- 20 de enero: Bertram Ramsay, militar británico (f. 1945).

### Febrero
- 8 de febrero: Joseph Alois Schumpeter, economista austroestadounidense.
- 9 de febrero: Fritz August Breuhaus, arquitecto, arquitecto de interiores y diseñador alemán (f. 1960).
- 18 de febrero: Nikos Kazantzakis, escritor griego (f. 1957).
- 23 de febrero: Karl Jaspers, filósofo alemán (f. 1969).
- 26 de febrero: Eugenio Hermoso, pintor español (f. 1963).

### Marzo
- 19 de marzo: Walter Norman Haworth, químico británico, premio nobel de química en 1937 (f. 1950).

### Abril
- 20 de abril: Daniel Rubio Sánchez, arquitecto español (f. 1968).
- 30 de abril: Indalecio Prieto, político español (f. 1962).

### Mayo
- 4 de mayo: Rogelio Fernández Güell, político, escritor y periodista costarricense asesinado por la dictadura de Tinoco (f. 1918).
- 5 de mayo: Eleazar López Contreras, político venezolano, presidente entre 1935 y 1941.
- 7 de mayo: Evaristo Carriego, poeta argentino (f. 1912).
- 9 de mayo: José Ortega y Gasset, filósofo español (f. 1955).
- 17 de mayo: Compton Mackenzie, escritor del Reino Unido (f. 1972).
- 18 de mayo: Walter Gropius, arquitecto y urbanista alemán (f. 1969).
- 26 de mayo: Mamie Smith, cantante estadounidense de jazz y blues (f. 1946).
- 28 de mayo: Václav Talich, director de orquesta y músico checo (f. 1961).
- 30 de mayo: Ricardo Zandonai, compositor italiano (f. 1944).

### Junio
- 5 de junio: John Maynard Keynes, economista británico (f. 1946).
- 5 de junio: Gonzalo Zaldumbide, crítico literario, escritor, ensayista y diplomático ecuatoriano.(f. 1965).
- 24 de junio: Victor Franz Hess, físico austríaco, premio nobel de física en 1936 (f. 1964).

### Julio
- 3 de julio: Franz Kafka, escritor checo (f. 1924).
- 4 de julio: Rube Goldberg, ilustrador e historietista estadounidense (f. 1970).
- 8 de julio: Fritz Platten, socialista suizo (f. 1942).
- 10 de julio: Blandina del Sagrado Corazón, religiosa católica alemana (f. 1918).
- 17 de julio: Mauritz Stiller, cineasta sueco (f. 1928).
- 19 de julio: Max Fleischer, pionero en la creación de dibujos animados, creador de Betty Boop (f. 1972).
- 29 de julio: Benito Mussolini, político italiano, jefe de Estado de Italia (entre 1922 y 1943), y de la República Social Italiana (entre 1943 y 1945).

### Agosto
- 12 de agosto: Marion Lorne, actriz estadounidense (f. 1968).
- 19 de agosto: Coco Chanel diseñadora de moda y creadora de perfumes francesa (f. 1971).
- 26 de agosto: Ismael Parraguez, Musico, profesor y compositor chileno (f. 1917).

### Septiembre
- 17 de septiembre: Januarius Kyunosuke Hayasaka, obispo católico japonés (f. 1959).

### Octubre
- 2 de octubre: Karl Terzaghi, ingeniero checo (f. 1963).
- 8 de octubre: Otto Heinrich Warburg, fisiólogo alemán, premio nobel de medicina en 1931 (f. 1970).
- 14 de octubre: Erik Leonard Ekman, botánico y explorador sueco (f. 1931).
- 26 de octubre: Napoleon Hill, escritor estadounidense, autor autoayuda y superación (f. 1970).
- 31 de octubre: Marie Laurencin, pintora y grabadora francesa (f. 1956).

### Noviembre
- 5 de noviembre: Ricardo Miró, escritor y poeta panameño.
- 11 de noviembre: Elena Gerhardt, mezzosoprano alemana (f. 1961).
- 23 de noviembre: 
  - Alberto Insúa, escritor y periodista español (f. 1963).
  - José Clemente Orozco, muralista mexicano (f. 1949).
- 30 de noviembre: Luis Alayza y Paz Soldán, diplomático y escritor peruano (f. 1976).

### Diciembre
- 3 de diciembre: Anton Webern, compositor austríaco (f. 1945).
- 14 de diciembre: Morihei Ueshiba, artista marcial japonés, creador del aikido (f. 1969).
- 22 de diciembre: Edgard Varèse, compositor francés (f. 1965).
- 25 de diciembre: Maurice Utrillo, pintor francés (f. 1955).
- 26 de diciembre: Juan Straubinger, sacerdote y exégeta alemán (f. 1956).

### Fecha desconocida
- Francisca Navas, escritora y feminista hondureña (f. 1971).

## Fallecimientos

### Enero
- 12 de enero: Marie-Antoine Carème, cocinero y arquitecto francés (n. 1783).

### Febrero
- 13 de febrero: Richard Wagner, compositor, director de orquesta, poeta y teórico musical alemán (n. 1813).

### Marzo
- 14 de marzo: Karl Marx, filósofo alemán, ideólogo del comunismo (n. 1818).

### Abril
- 30 de abril: Édouard Manet, pintor impresionista francés (n. 1832).

### Mayo
- 5 de mayo: Eva Gonzalès, pintora impresionista francesa (n. 1849).

### Junio
- 14 de junio: Edward FitzGerald, escritor, traductor e hispanista británico (n. 1809).

### Julio
- 9 de julio: Filippo Pacini, médico italiano (n. 1812).
- 10 de julio: Leoncio Prado Gutiérrez, militar peruano (n. 1853).

### Agosto
- 20 de agosto: Miquel Durán, poeta español.

### Septiembre
- 4 de septiembre: William Marwood, Verdugo del gobierno británico(n. 1818).

### Noviembre
- 19 de noviembre: Carl Wilhelm Siemens, ingeniero alemán (n. 1823).

### Diciembre
- 21 de diciembre: Joaquín José Cervino, poeta español (n. 1817).